# Polpoda
Polpoda é um género botânico pertencente à família Molluginaceae.

## Espécies
Segundo o The Plant List, as espécies aceites que constituem este género são:
- Polpoda capensis C. Presl
- Polpoda stipulacea Adamson